# Seikima-II
Seikima-II (聖飢魔II), stylisé SEIKIMA-II, prononcé « seikimatsu », est un groupe de heavy metal et hard rock japonais, originaire de Shinjuku, à Tokyo. Formé en 1982, les membres adoptent des identités de démons mythologiques et des costumes et maquillages extravagants inspirés du théâtre Kabuki. Il est mené par le chanteur Demon Kogure, et sort son premier album studio en 1985. Son nom est un jeu de mots qui peut aussi se traduire littéralement par « fin du siècle », ce qui semble avoir motivé sa dissolution le 31 décembre 1999 à minuit. Il se reforme à deux reprises, en 2005 pour ses vingt ans, puis en 2010 avec un nouvel album chez Avex et sa première tournée mondiale.
Organisés selon un « plan de conquête de la Terre en 40 ans », le groupe Seikima-II adopte le divertissement comme moyen de propagation de sa doctrine. À partir de là, les membres du groupe propagent les « Chapitres de la doctrine » (singles), les « Écritures de la doctrine » (albums) et des « Archives visuelles de la doctrine » (clips). Par la suite, ils continuent de montrer leur pouvoir artistique et d’augmenter le nombre de leurs disciples (fans) au cours des Rituels de culte (concerts).

## Biographie

### Débuts (1982–1986)

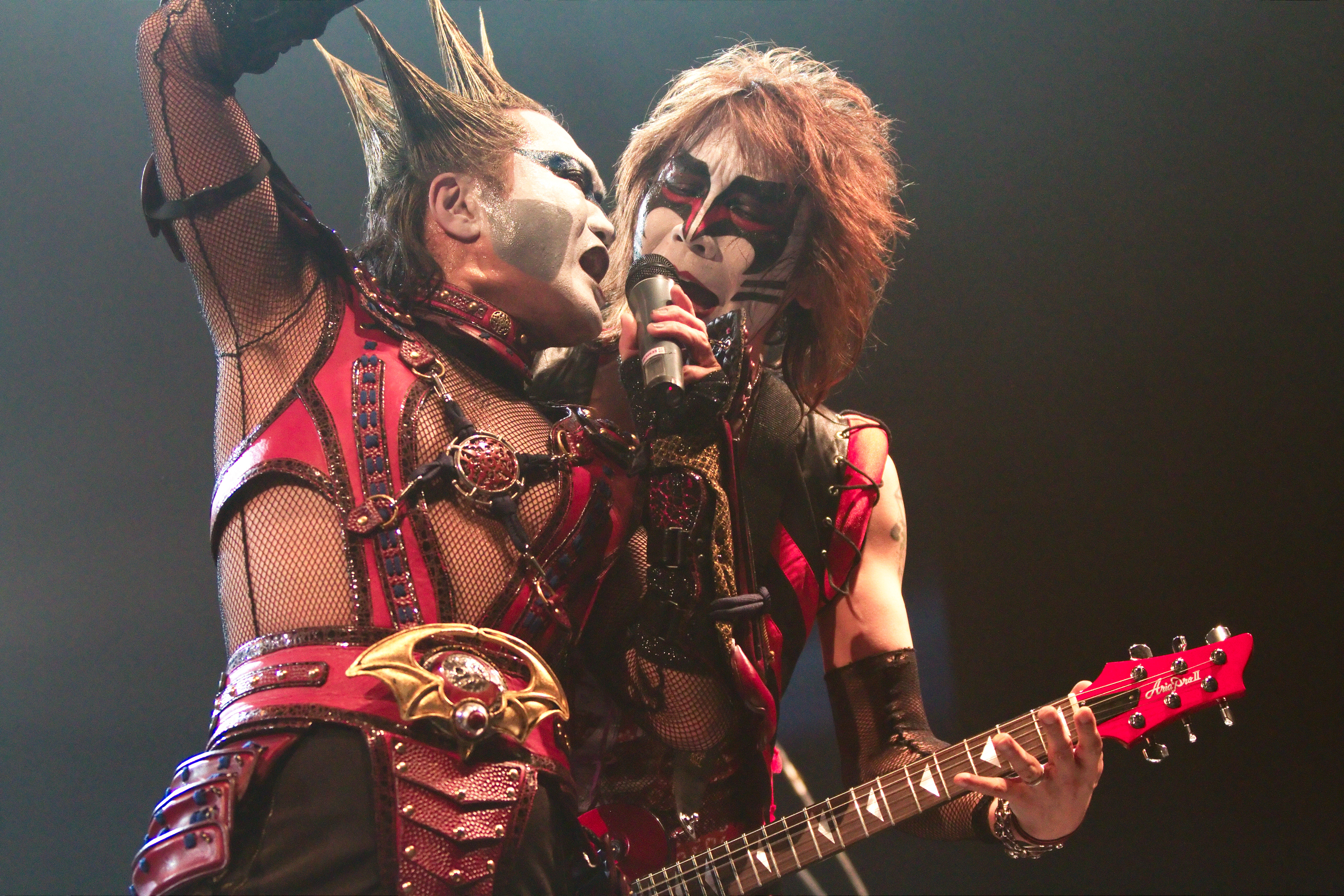
Demon Kakka et Jail O'Hashi en 2010.

Seikima-II est formé à la fin de décembre 1982 par le guitariste Damian Hamada au Folk Song Club à l'Université de Waseda. La formation originale comprend Sa majesté Demon Kogure au chant, Zod Hoshijima à la basse et Ace Shimizu à la batterie. Le groupe est connu pour son maquillage axé Kabuki et ses costumes flamboyants. 
En septembre 1983, deux nouveaux membres se joignent au groupe. Zeed Iijima remplace Ace Shimizu à la batterie. Une autre membre du nom de Majo Ryoko devient leur nouvelle claviériste, pendant un mois seulement. Cette année, le groupe donne son premier concert. Ils se popularisent dans la communauté metal fans grâce à leur apparence et style uniques.
En 1984, Seikima-II continue de faire quelques concerts. En avril, Giantonio Babayashi devient le second guitariste du groupe. Plus tard, ils passent une audition au label CBS/Sony.
1985 marque la période durant laquelle le groupe effectue de grands changements de formation. Damian Hamada quitte le groupe au début de l'année, mais reste membre fondateur et un auteur-compositeur-interprète respecté: il composera trois titres pour l'album Mephistopheles no Shôzô en 1996 et le single Kouryoutaru Shin Sekai / Planet/The Hell en 2016. Il est remplacé à la guitare par le batteur Ace Shimizu.Un nouveau second guitariste, Gandhara Sangeria Tigris-Euphrates Kaneko, remplace Giantonio en janvier. Le batteur Zeed Iijima décide finalement de partir en avril. En mars, il est temporairement remplacé par le batteur Jagy Furukawa. Puis, Gandhara et Jagy quittent le groupe en juin. À ce stade, le groupe manque d'un second guitariste et d'un batteur. En juin, ils découvrent le guitariste Jail O'Hashi et le batteur Raiden Yuzawa, qui les rejoindront. Plus tard en septembre la même année, le groupe publie son premier album studio (initialement intitulé Scripture of Doctrine), Seikima-II ~ Akuma ga Kitarite Heavy Metal. L'album est bien accueilli par les fans et la presse spécialisée, et se vend à près de 100 000 exemplaires.
Le 2 avril 1986, ils publient leur deuxième album, The End of the Century, et leur premier single, House of Wax (un single appelé par le groupe un « Chapitre de la doctrine »). En juin, le bassiste Zod, un des premiers membres, quitte finalement le groupe et est remplacé par Xenon Ishikawa. En fin d'année, ils publient leur troisième album, From Hell with Love. Il suit par un premier concert en major appelé The Great Black Mass Tour organisé dès le 24 décembre 1986. Cette même année, un jeu vidéo Famicom inspiré du groupe, Seikima II Akuma no Gyakushū!, est publié, puis réédité sur MSX2 l'année suivante.

### Popularité et séparation (1987–1999)

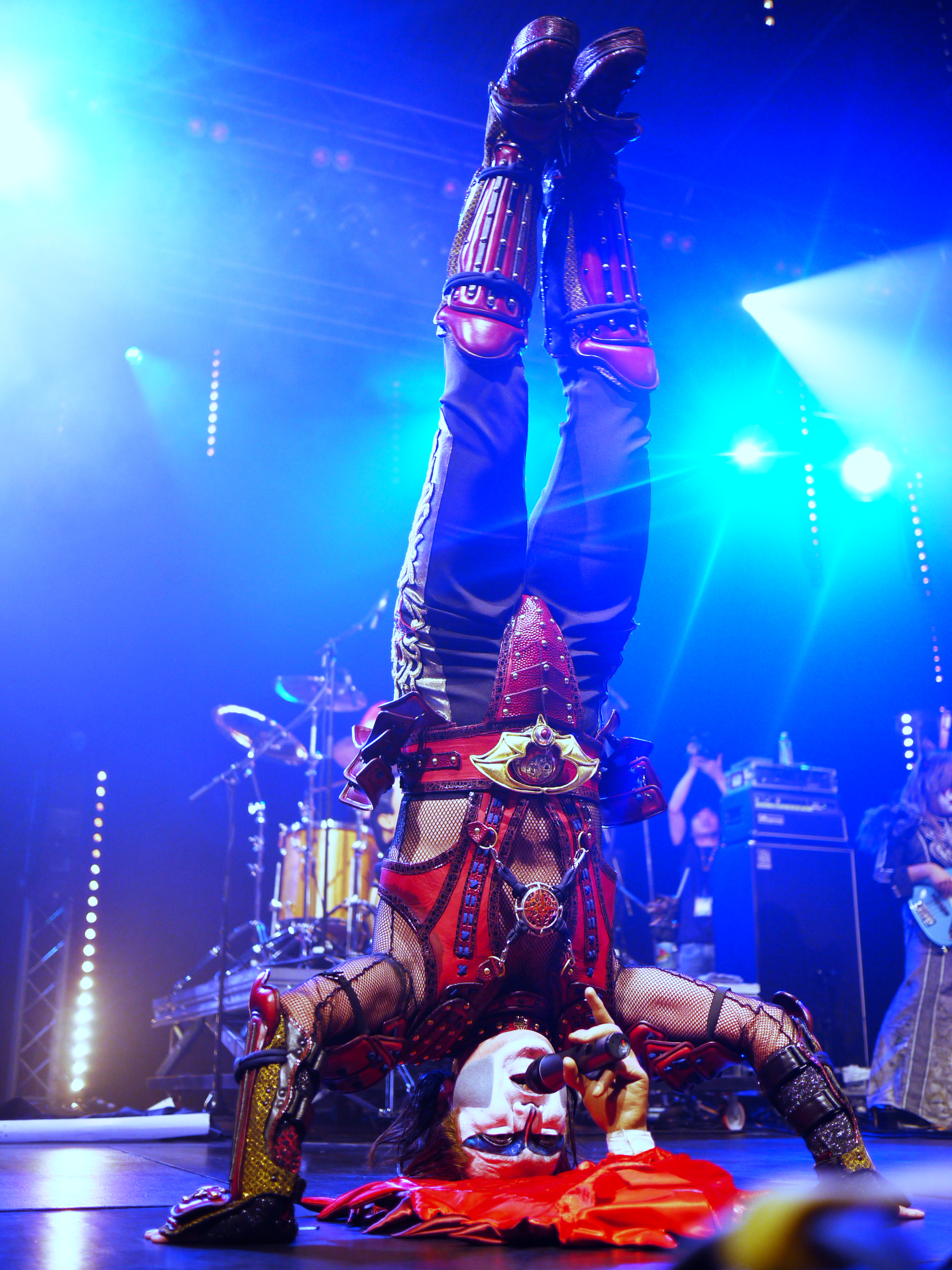
Demon Kakka jouant la chanson Dead Symphony.

Un an plus tard, en janvier 1987, le guitariste Jail O'Hashi quitte le groupe. Il abandonne son nom de groupe et est reconnu sous Takashi « Jam » O'Hashi, jouant de la guitare au sein du groupe de hard rock Cats in Boots et dans son propre groupe, le Takashi O'Hashi Project.
En février, le guitariste Sgt. Luke Takamura III se joint au groupe. En novembre, ils publient l'album Big Time Changes. Cet album amène des changements dans leur style musical, qui mêle heavy metal et hard rock. Également pour la première fois, Luke Takamura prend le rôle de guitariste solo, et Ace Shimizu joue à la guitare rythmique. En 1988, ils continuent à expérimenter d'autres genres sur l'album The Outer Mission. Avec l'album, ils jouent une fusion de heavy metal, de rock progressif et de jazz. Une vidéo publiée en 1989 intitulée The Outer Mission est réalisée par Macoto Tezuka, fils du pionnier du manga et anime Osamu Tezuka.
Après la sortie de leur nouvel album Yuugai, en 1991, ils jouent pour la première fois dans d'autres pays asiatiques, et en Europe, notamment au Royaume-Uni et en Espagne. Plus tard en 1992, ils publient Kyoufu no Restaurant, qui est un retour à leurs racines heavy metal mêlé à des éléments sombres et paroles sataniques. En novembre 1993, le groupe participe à la comédie musicale Hamlet, adaptée de la tragédie de William Shakespeare du même nom et produite au Nakano Sun Plaza; le chanteur d'X Japan Toshi y tient le rôle-titre et Demon Kogure, celui du fossoyeur. À la fin du spectacle, l'ensemble des interprètes, accompagné du groupe, chante la power ballade Sekai Ichi no Kuchizuke O (世界一のくちづけを, "Le meilleur baiser au monde"), une composition signée Luke Takamura sortie en single au mois d'octobre 1993. Leur nouvel album Ponk!!, publié en 1994, représente mieux leur ancien style musical mêlant heavy metal, folk rock et ballades. L'album est produit aux Abbey Road Studios à Londres, en Angleterre, où ils vivent pendant une brève période.
En 1996, le groupe publie un nouvel album, Mephistopheles no Shouzou, laissant de côté le label CBS Sony et signant chez BMG Japan. L'album comprend des éléments de power metal. En 1997, l'album News est publié et suivi par Move en 1998. En 1999, leur dernier album, Living Legend, est publié. Ils décident de se séparer officiellement le 31 décembre 1999 à 23 h 59 min 59 s. Leurs derniers concerts sont appelés The Black Mass Final 3 Nights, effectués entre le 29 et le 31 décembre. Après leur séparation en 1999, chaque membre continue en solo. Demon Kogure joue en solo depuis le début des années 1990. Ace Shimizu s'implique dans son propre groupe Face to Ace. Luke Takamura jouera dans un groupe de hard rock du nom de Canta avec Raiden Yuzawa. Xenon Ishikawa jouera avec le groupe RX avec Raiden et le claviériste Yuichi Matsuzaki.

### Réunions

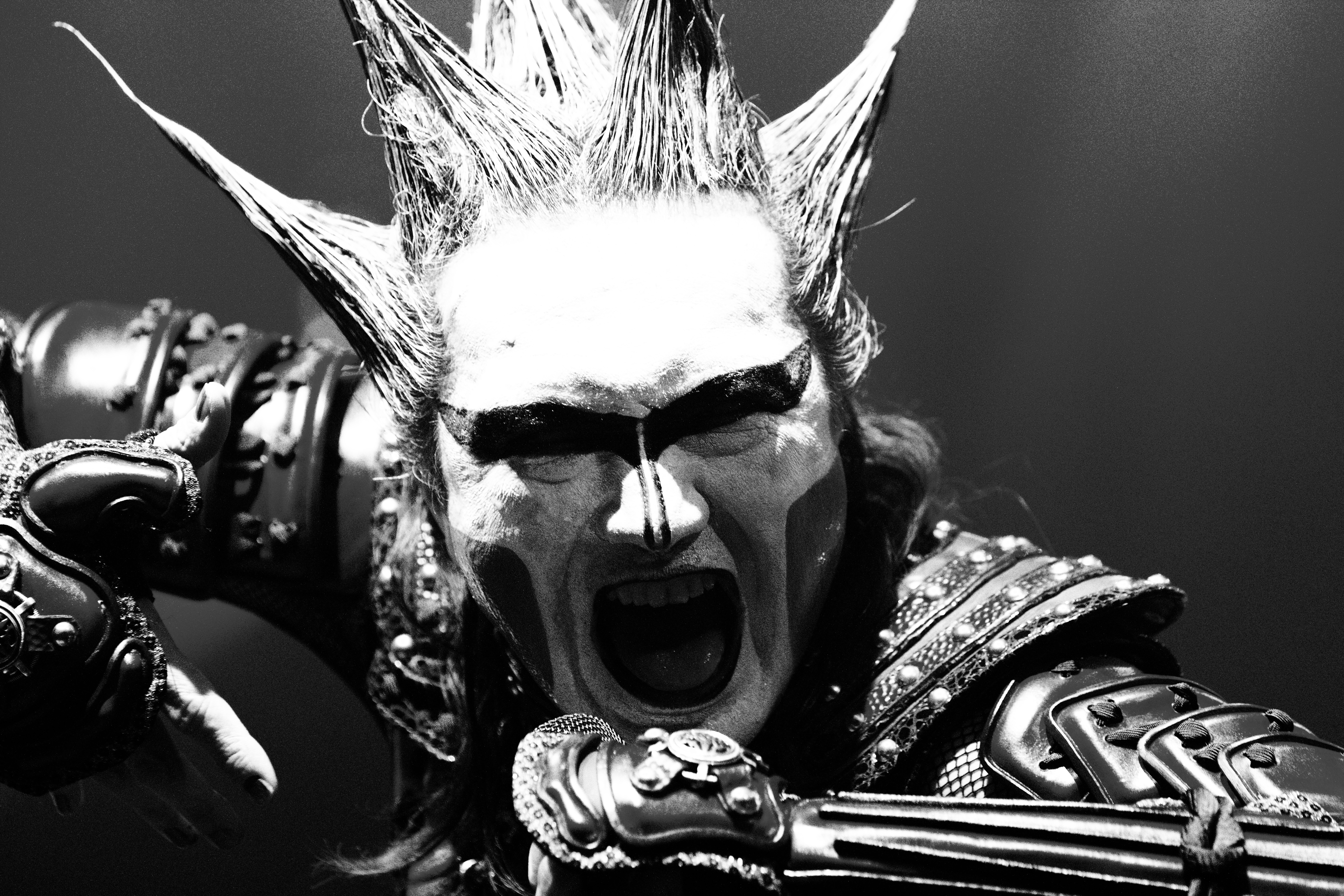
Seikima-II à la Japan Expo, en 2010.

À la fin de 2005, Seikima-II joue deux tournées différentes de réunion au Japon pour célébrer leur vingtième anniversaire. La première tournée fait participer le guitariste Jail O'Hashi, le bassiste Zod Hoshijima et la chanteuse de enka Suizenji Kiyoko. L'album Akuma Nativity "Songs of the Sword" est publié le 16 septembre 2009. Il comprend les classiques du groupe entièrement chantés en anglais. Les albums Akuma Relativity et A Quarter Century of Rebellion sont publiés le 28 juillet 2010.
En 2010, Seikima-II se réunit pour son 25e anniversaire jouant une tournée mondiale appelée Intercontinental Black Mass Tour. Le guitariste Ace Shimizu ne prendra pas part à cette tournée et sera remplacé par Jail O'Hashi. Le 6 juin, ils jouent leur premier concert américain au Project A-Kon à Dallas, au Texas. Le 4 juillet, ils jouent leur deuxième concert en Europe à Paris, en France, pendant la Japan Expo. Les 3 et 4 septembre, ils jouent en Corée au Viva! Korea Rock Festival, qui est retransmis à la télévision locale. Un album-hommage au groupe, intitulé Tribute to Seikima-II: Akuma to no Keiyakusho, est publié le 15 septembre 2010 et comprend des chansons reprises notamment par Show-Ya, Sex Machineguns et Galneryus.
Une nouvelle tournée mondiale est organisée entre le juillet et septembre 2011. Puis, du 30 novembre au 1er décembre 2011, Seikima-II revient pour jouer des concerts de charité intitulés Seikima-II Presents Tribute to Japan. Ils font participer Cali Gari, jealkb, Man With A Mission, Nokko, Kishidan et Rookiez is Punk'd, en réponse au tsunami et au séisme de Tōhoku.
La compilation XXX -The Ultimate Worst- est publié le 26 août 2015. Cette année, Seikima-II joue pour célébrer son 30e anniversaire. Deux tournées sont effectués : Zenseki Shikei et Zoku Zenseki  ; la première du 17 septembre au 8 novembre, et la seconde du 26 novembre 2015 au 21 janvier 2016. Le groupe publie son premier single en 17 ans le 13 avril 2016. Les deux chansons comprennent Kōryōtaru Shin Sekai (荒涼たる新世界, Desolate New World) et Planet/The Hell, sont utilisées pour l'anime Terra Formars Revenge. Le single Noroi no Shananana (呪いのシャ・ナ・ナ・ナ), publié le 15 juin, est la bande originale du film Sadako vs. Kayako.

## Membres

### Membres actuels
- Son excellence Demon Kogure - chant (1982–1999, 2005, 2010, 2011, 2015–2016)
- Son altesse Impériale Raiden Yuzama - batterie (1985–1999, 2005, 2010, 2011, 2015–2016)
- Dr. Xenon Ishikawa - basse (1985–1999, 2005, 2010, 2011, 2015–2016)
- Général d'état-major Luke Takamura, troisième du nom - guitare (1987–1999, 2005, 2010, 2011, 2015–2016)
- Grand Administrateur Jail O’Hashi - guitare (1985–1987, 2010, 2011, 2015–2016)

### Anciens membres
- Sa majesté Damian Hamada – guitare (1982-1985)
- Majo Ryoko – claviers (1983)
- Giantonio Babayashi – guitare (1984)
- Zeed Iijima – batterie (1983–1985)
- Gandhara Sangeria Tigris-Euphrates Kaneko – guitare (1985)
- Jagy Furukawa – batterie (1985)
- Zod Hoshijima – basse (1982–1986)
- Captain Ace Shimizu – guitare (1982–1999, 2005), batterie (1982)

## Discographie

### Albums studio
- 1985 : Akuma Ga Ki Tarite Heavy Metal
- 1986 : The End of the Century
- 1986 : Jigoku Yori Ai Wo Komete / From Hell with Love
- 1987 : Big Time Changes
- 1988 : The Outer Mission
- 1990 : Yuugai
- 1992 : Kyoufu No Restaurant ~ Frightful Restaurant
- 1994 : Ponk!!
- 1996 : Mephistopheles No Shouzou
- 1997 : News
- 1998 : Move
- 1999 : Living Legend

### Albums live
- 1992 : Live! Blackmass In London
- 2000 : The Black Mass Final 3 Nights
- 2005 : The Live Black Mass B.D.3 Mephistopheles No Imbou
- 2006 : All Standing Shokei the Live Black Mass
- 2006 : Kyoufu no Fukkatsusai the Live Black Mass D.C.7 Selection (+alpha)
- 2011 : ICBM Osaka -Youen!+ Shinkan!+ Bakushou! = Kyuukyoku Enjou!!-

### Compilations
- 1989 : Worst
- 1991 : Ai To Gyakusatsu No Hibi
- 1999 : 1999 Black List
- 1999 : 1999 Blood List
- 2000 : Devil Bless You! Seikima II: Final Works
- 2003 : Seikima-II Nyumon Kyoten the Best of the Worst
- 2009 : Akuma Nativity: Songs of the Sword
- 2010 : Akuma Relativity
- 2010 : A Quarter Century of Rebellion
- 2015 : XXX -The Ultimate Worst-

### Singles
- 1986 : Roh-Ningyoh no Yakata / Jack the Ripper
- 1986 : Adam no Ringo / Akumu no Sakebi
- 1987 : El.Do.Ra.Do / Burning Blood
- 1987 : 1999 Secret Object / Jigoku Eno Kaidan (Kanketsu-hen)
- 1988 : Stainless Night / Schwarz Kastell
- 1988 : Winner! / Kemono-tachi no Hakaba
- 1989 : Shiroi Kiseki / Kairiki-Kuma-Otoko
- 1990 : Bad Again: Utsukushiki Hangyaku / Joker: Hiriki-Kappa-Ningen
- 1990 : Yuugai Rock / Pink no Kyouryuu
- 1990 : Pharaoh No Youni / Oda Nobunaga
- 1991 : Akai Tama No Densetsu / Mr. Golden Land
- 1991 : Natsu-Yasumi / Densetsu No Chamber Rider / Blackbass
- 1992 : Seigi No Tame Ni
- 1992 : Mangetsu no Yoru / Terrorist
- 1993 : Sekai-ichi no Kuchizuke wo/ Mozeiku no Love Maze
- 1994 : Teenage Dream / Chinese Magic Herb
- 1994 : Tatakau Nipponjin / Dooms' Day
- 1996 : Akai Tama No Densetsu (Remaster Version) / Cyber Mega Mix B.D.3 / Kimigayo Wa Chiyo ni Yachiyo No Monogatari (Live Take)
- 1996 : Yajuu / Winning Gate
- 1996 : Akuma No Merry Christmas (Seishun-hen) / Ass Hole!
- 1997 : Brand New Song / Kokuu No Meikyuu
- 1997 : Mahiru No Tsuki: Moon at Mid Day / Sanctuary
- 1998 : Sora No Shizuku / Scandalous Na Kizuna
- 1998 : Masquerade / Time Stalker
- 1999 : Roh-Ningyo No Yakata '99 / Roh-Ningyo No Yakata Annex / Arcadia
- 1999 : 20 Seiki Kyoushi-kyoku / Revolution Has Come / From Here to Eternity / Akuma No Merry Christmas (Kanketsu-hen)
- 2016 : Kouryoutaru Shin Sekai / Planet/The Hell
- 2016 : Noroi no Sha Na Na Na / Goblin's Scale